# Cemitério Protestante (Macau)
O Cemitério Protestante (muitas vezes chamado de "Antigo Cemitério Protestante"), juntamente com a Capela Protestante, foi construído em 1821 na antiga colónia portuguesa de Macau, China. O cemitério e a capela constituem um importante legado histórico respeitante ao período anterior à ocupação inglesa de Hong Kong.
O Cemitério Protestante, juntamente com a Capela Protestante, é incluído na Lista dos monumentos históricos do "Centro Histórico de Macau", por sua vez incluído na Lista do Património Mundial da Humanidade da UNESCO.
O Cemitério localiza-se perto da Casa Garden e do Largo de Camões. 
Este cemitério atesta a diversidade da sociedade de Macau, constituindo um testemunho da primeira comunidade protestante na cidade. Ocupa uma área de aproximadamente 2 800 m², encerrando 162 túmulos, incluindo o de Robert Morrison, cuja esposa faleceu em 1821 e foi a primeira pessoa a ser ali enterrada. O cemitério está dividido em dois níveis, superior e inferior. O primeiro nível, com 30 m de comprimento por 10 m de largura, contém quarenta túmulos cercados por árvores imponentes, um dos quais o do artista George Chinnery. O segundo nível, medindo 60 por 30 m, está rodeado por árvores altas e apresenta as restantes pedras tumulares. Elas são, na generalidade de granito, diferindo no tamanho, estilo e desenho.
No cemitério estão sepultados vários oficiais da Companhia Inglesa das Índias Orientais e famosos protestantes americanos e ingleses. 